# فيكي هودج
فيكي هودج (بالإنجليزية: Vicki Hodge)‏ هي عارضة بريطانية، ولدت في 17 أكتوبر 1946 في لندن في المملكة المتحدة.

## وصلات خارجية
- فيكي هودج على موقع IMDb (الإنجليزية)
- فيكي هودج على موقع قاعدة بيانات الفيلم (الإنجليزية)